# Maria Tauscher

Maria-Teresa Tauscher van den Bosch

Maria Tauscher DCJ (* 19. Juni 1855 in Sandow (heute Sądów) südöstlich von Frankfurt an der Oder als Anna Maria Tauscher van den Bosch; † 20. September 1938 in Sittard, Niederlande) war eine Ordensschwester. Sie wird in der katholischen Kirche als Selige verehrt.

## Leben
Anna Maria Tauscher van den Bosch entstammte einer evangelischen Familie. Ihr Vater, Hermann Traugott Tauscher, war protestantischer Pfarrer in Sandow und ab 1865 Superintendent in Berlin, ihre Mutter war die in Haarlem (Niederlande) geborene Pauline van den Bosch. 1888 konvertierte Maria Tauscher zur römisch-katholischen Kirche. Daraufhin verlor sie ihren Posten als Leiterin einer Anstalt für Geisteskranke in Köln, wo sie seit 1885 wirkte, und es kam zum Bruch mit ihrem Elternhaus. In der Folge arbeitete sie unter anderem als Putzfrau und Spülhilfe in einem Kloster. Für diese Arbeit bekam sie 700 Mark und gründete damit 1891 mit Erlaubnis des fürstbischöflichen Legaten das „Heim für Heimatlose“, ein Haus für hilfsbedürftige und arme Kinder in der Pappelallee 61 in Berlin-Prenzlauer Berg. Dieses erste Sankt-Josefsheim befindet sich heute noch dort. Zunächst arbeitete sie mit bezahltem Personal, bis sich ihr im Jahre 1893 mehrere gleichgesinnte Frauen anschlossen, die sich gemeinsam mit Maria Tauscher ein Leben nach den Evangelischen Räten und der Regel der Karmelitinnen vom Göttlichen Herzen Jesu (DCJ) verpflichteten. Diese von ihr gegründete Ordensgemeinschaft versucht, das Leben nach der Ordensregel des Ordens vom Berge Karmel mit apostolischer Tätigkeit, vor allem in vom Orden betriebenen Kinderheimen, zu verbinden. Das Berliner Heim beherbergte 1896 circa 120 Kinder.
Maria Tauscher nahm den Ordensnamen „Maria-Teresa vom heiligen Josef“ an. Nach schwierigen Anfangsjahren – kein Bischof wollte zunächst eine neue Ordensgemeinschaft in seiner Diözese aufnehmen – siedelte die Gemeinschaft 1899 vorübergehend nach Sittard in den Niederlanden über; ab 1904 wurde das Mutterhaus schließlich in der Nähe von Rom verlegt und der Karmel vom göttlichen Herzen Jesu erhielt die kirchliche Anerkennung durch Papst Pius X. Inzwischen hatte die Gemeinschaft in mehreren Ländern Europas Ausbreitung gefunden, 1912 entstand die erste Niederlassung in Amerika. Als Maria Tauscher im Jahre 1938 starb, umfasste die von ihr begründete Ordensgemeinschaft bereits 58 Klöster mit über 1000 Ordensschwestern. In Europa und den Vereinigten Staaten von Amerika gab es damals bereits Dutzende Sankt-Josefsheime, deren Zahl nach ihrem Tod noch weiter wuchs. Heute gehören den Karmelitinnen vom Göttlichen Herzen Jesu weltweit über 5000 Schwestern an.
Maria-Teresa vom hl. Josef wurde auf dem Friedhof des Mutterhauses der Karmelitinnen DCJ in Sittard beigesetzt.

## Seligsprechung
Maria Tauscher wurde am 13. Mai 2006 in der Kathedrale von Roermond (Niederlande) seliggesprochen. Ihr Bildnis befindet sich neben dem Altar in der Sandower Kirche, deren heute polnische Gemeinde sie hoch verehrt. Ihr Gedenktag in der Liturgie der katholischen Kirche ist der 30. Oktober. Im Erzbistum Berlin gehört es zu den Eigenfesten des Bistums.

## Schriften
- Die Dienerin Gottes Mutter Maria Teresa vom hl. Josef (Anna Maria Tauscher van den Bosch), Stifterin der Carmeliterinnen vom Göttlichen Herzen Jesu (Selbstbiografie). Steyler Verlagsbuchhandlung 1954